# Шпальный гриб
Шпа́льный гриб, или пилоли́стник чешу́йчатый (лат. Neolentínus lepídeus) — вид грибов, входящий в род Neolentinus семейства Глеофилловые (Gloeophyllaceae).

## Описание

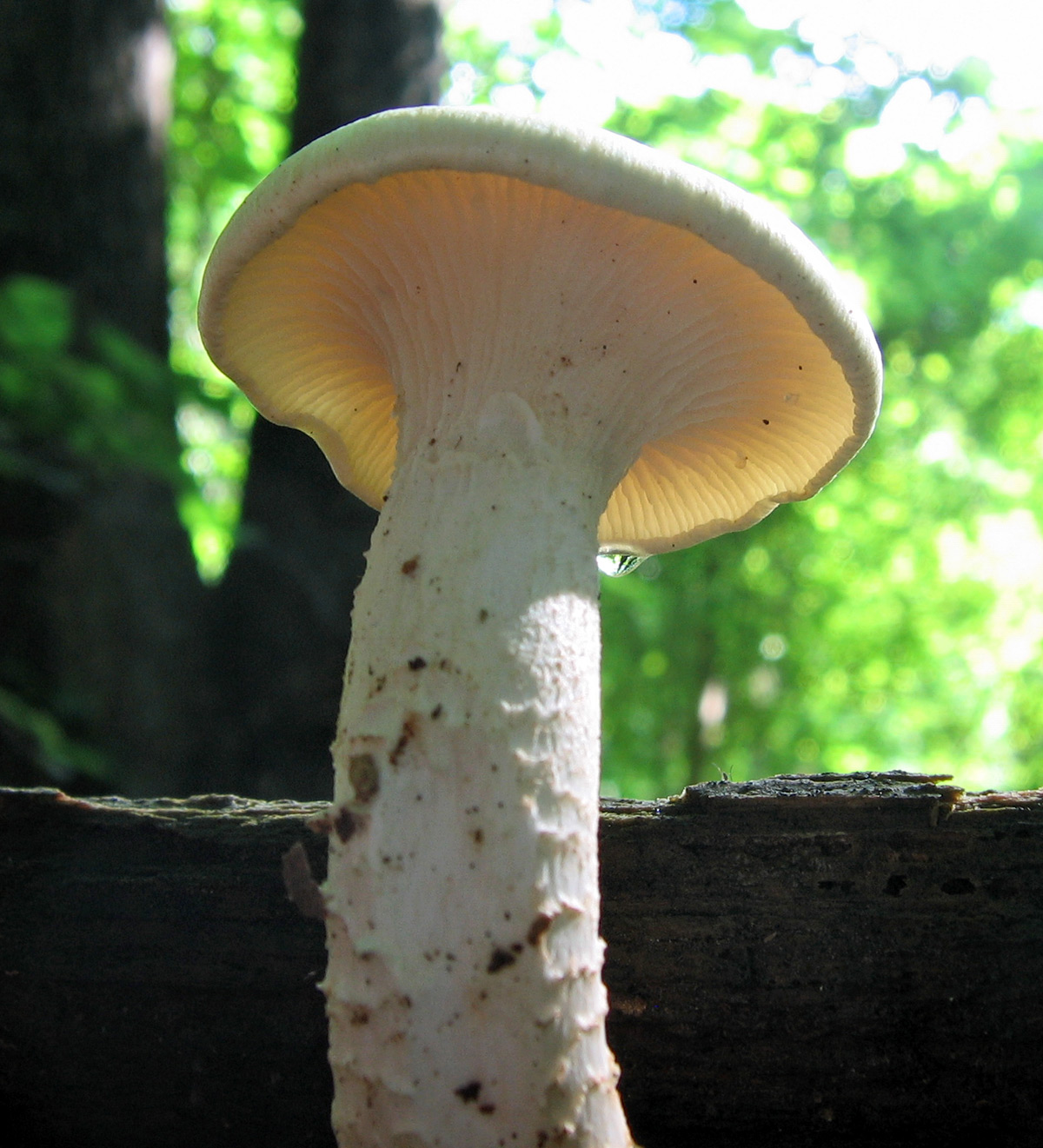

Плодовые тела шляпконожечные, шляпка взрослых грибов 4—18 см в диаметре, сначала выпуклая, затем плоская и, иногда, неглубоко вдавленная, мясистая. Верхняя поверхность шляпки беловатая, сероватая или коричневатая, часто с более тёмными хлопьями, особенно в срединной части. Мякоть жёсткая, белая, на срезе иногда рыжеющая, со слабым приятным запахом и с пресным вкусом.
Гименофор пластинчатый, пластинки частые, нисходящие на ножку, с зазубренным краем, беловатые. Споровый порошок белый.
Ножка 2,5—7 см длиной, цилиндрическая, с утолщением и узким корневидным отростком в основании, беловатая или кремовая, покрытая сероватыми или коричневыми чешуйками.
Споры цилиндрические или узкоэллиптические, бесцветные, 8—12,5×3,5—5 мкм. Базидии булавовидной формы, четырёхспоровые, 23—35×5—7 мкм. Трама пластинок неправильная до субпараллельной. Кутикула шляпки — кутис.
Шпальный гриб съедобен в молодом возрасте, пока мякоть достаточно мягкая. В пищу употребляются только шляпки молодых грибов.

### Сходные виды
Из-за характерного местообитания шпальный гриб трудно перепутать с другими видами.

## Ареал и экология
Широко распространённый сапротроф хвойной древесины, чаще всего — сосны. Нередко появляется на железнодорожных шпалах и другой обработанной древесине, а также в тёмных угольных шахтах, где плодовые тела часто недоразвиты, напоминают рогатиковые. Произрастает с июля по август, отдельные экземпляры могут отмечаться с апреля по октябрь.

## Таксономия

### Синонимы
- Agaricus cyprinus Batsch, 1783
- Agaricus flammeus J.F.Gmel., 1792, nom. superfl.
- Agaricus lepideus Fr., 1815 : Fr., 1821basionym
- Agaricus polymorphus Pers., 1828, nom. superfl.
- Agaricus polymorphus var. ceratoides (Holmsk.) Pers., 1828
- Agaricus polymorphus var. proboscideus Pers., 1828
- Agaricus polymorphus var. tubaeformis (Schaeff.) Pers., 1828
- Agaricus squamosus Schaeff., 1774, nom. illeg.
- Agaricus suffrutescens Brot., 1805
- Agaricus tubaeformis Schaeff., 1774
- Amanita crispa Lam., 1783, nom. superfl.
- Clitocybe lepidea (Fr.) P.Kumm., 1871
- Lentinus contiguus Fr., 1874
- Lentinus cryptarum Fuckel, 1870
- Lentinus domesticus P.Karst., 1887
- Lentinus gallicus Quél., 1885
- Lentinus lepideus (Fr.) Fr., 1825
- Lentinus lepideus f. rufescens A.N.Petrov, 1987
- Lentinus lepideus var. contiguus (Fr.) Rea, 1922
- Lentinus lepideus var. hibernicus McArdle, 1909
- Lentinus magnus Peck, 1896
- Lentinus maximus A.E.Johnson, 1878
- Lentinus monnardianus Durieu & Mont., 1845
- Lentinus platensis Speg., 1898
- Lentinus queletii Schulzer, 1885
- Lentinus sitaneus Fr., 1836
- Lentinus spretus Peck, 1906
- Lentinus squamosus (Schaeff.) Quél., 1888
- Lentodium squamosum (Schaeff.) Murrill, 1911
- Neolentinus suffrutescens (Brot.) T.W.May & A.E.Wood, 1995
- Panus lepideus (Fr.) Corner, 1981
- Pocillaria lepidea (Fr.) Kuntze, 1891
- Ramaria ceratoides Holmsk., 1799